# 连州镇 (连州市)
连州镇，是中华人民共和国广东省清远市连州市下辖的一个乡镇级行政单位。

## 行政区划
连州镇下辖以下地区：
燕喜社区、北山社区、莲花社区、南门社区、北湖社区、慧光社区、湟川社区、西城社区、城东社区、城西村、城南村、城北村、半岭村、三古滩村、良江村、沙子岗村、高堆村、满地村、龙口村、龙咀村、协民村、元潭村、巾峰村、石角村、大坪村、共和村、白云村和昆陂村。